# Frans-Gösta Svanberg
Frans-Gösta Svanberg, född 26 november 1925 i Malmö, död 6 oktober 2012, var en svensk jurist som var lagman i Gotlands tingsrätt från 1979 till 1990.
Svanberg blev juris kandidat vid Lunds universitet 1950 och genomförde sin tingstjänstgöring 1950-1952 innan han blev fiskal i hovrätten över Skåne och Blekinge 1953. Han var hyresråd från 1969 och lagman i Gotlands tingsrätt 1979-1990.
Svanberg var son till tillsynslärare Frans Svanberg och hans maka Ingrid. Han var gift från 1951 med Ulla, överpostexpedit, född Svensson 1928.